# Bertrange – Strassen
Bertrange – Strassen (luks: Gare Bartreng - Stroossen) – stacja kolejowa w Bertrange, w Luksemburgu. Została otwarta w 1859 roku przez Compagnie des chemins de fer de l’Est.
Obecnie jest stacją Société Nationale des Chemins de Fer Luxembourgeois (CFL), obsługiwaną przez pociągi Regional-Express (RE) i Regionalbahn (RB).

## Położenie
Znajduje się na linii 50 Luksemburg - Kleinbettingen, w km 6,178, na wysokości 295 m n.p.m., pomiędzy stacją Luksemburg i Mamer-Lycée.

## Linie kolejowe
- 50 Luksemburg - Kleinbettingen